# Parc national d'Iona
Le parc national d'Iona est un parc national d'Angola, situé dans la province de Namibe. Il est le plus grand et plus ancien parc national d'Angola, son statut de réserve datant de 1937, avant qu'il ne soit désigné comme parc national en 1964. 
Réputé pour ses formations rocheuses et ses terrains de chasse, le parc a été fortement endommagé durant la guerre civile en Angola.

## Géographie

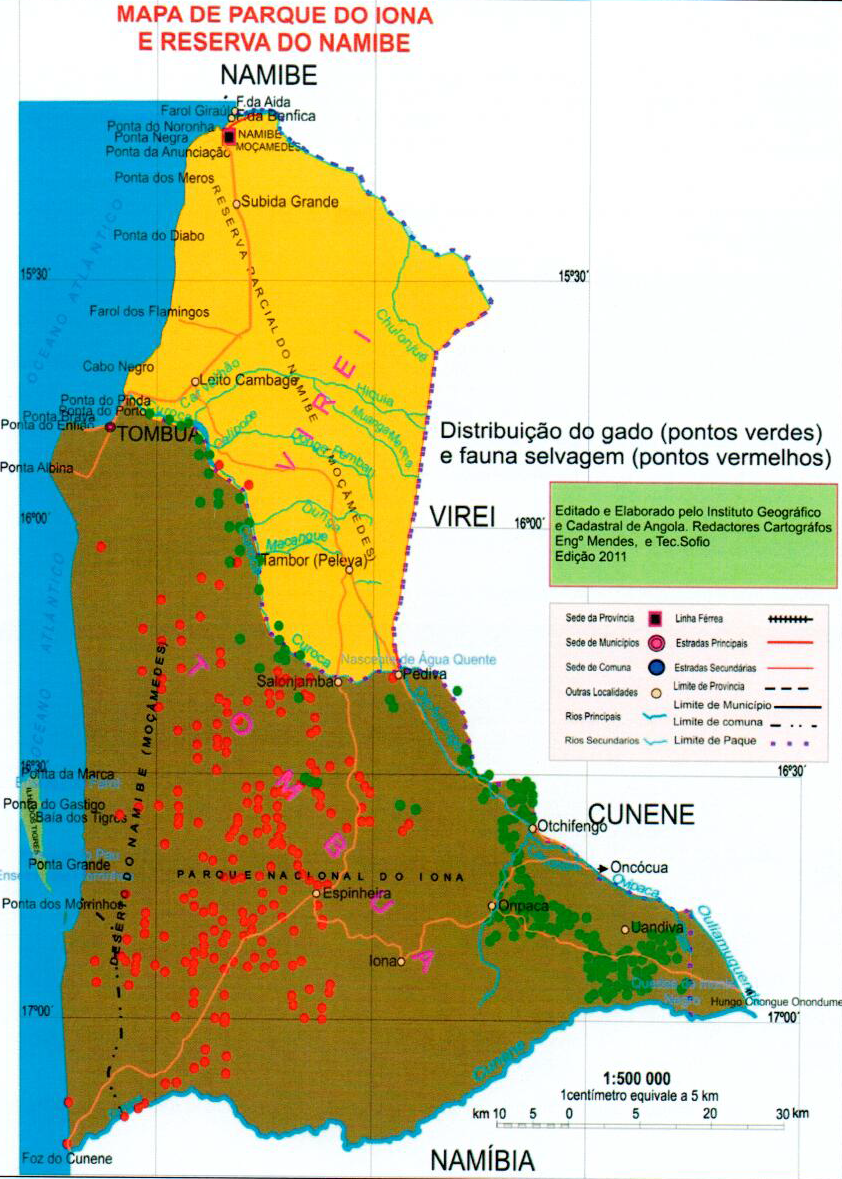
Carte du parc (2013).

De forme approximativement triangulaire, le parc est situé au sud-ouest du pays, non loin de la frontière avec la Namibie. Il est bordé à l'ouest par l'océan Atlantique et à l'est par la province de Cunene.
Son altitude est comprise entre 800 et 2 000 m. On y trouve des montagnes et de petites collines séparées par de vastes et profondes vallées. C'est à proximité du rio Cunene que le relief et le plus montagneux et le climat le plus aride. Au fur et à mesure que l'on se rapproche de l'océan, on entre dans le désert du Namib.
Le parc fait partie du Kaokoveld, une écorégion à cheval sur l'Angola et la Namibie. Cet ensemble, qui couvre une superficie de 45 700 km2, s'étend sur une largeur d'environ 100 km le long du littoral, baigné par le courant de Benguela.
Les  habitants autochtones sont des pasteurs nomades, Himba, Curoca ou Héréro.

## Questions environnementales
Les activités ayant le plus d'impact sur l'environnement sont l'élevage et la chasse. Les grands mammifères emblématiques du parc (rhinocéros, lions, girafes) tendent ainsi à disparaître. 
Particulièrement propice aux sports et au tourisme d'aventure, notamment le hors-piste (off-roading), le désert attire de nombreux visiteurs. Cette situation, à la fois crainte et espérée pour ses retombées économiques, fait l'objet de stratégies visant à en limiter les nuisances.

Tourisme d'aventure.
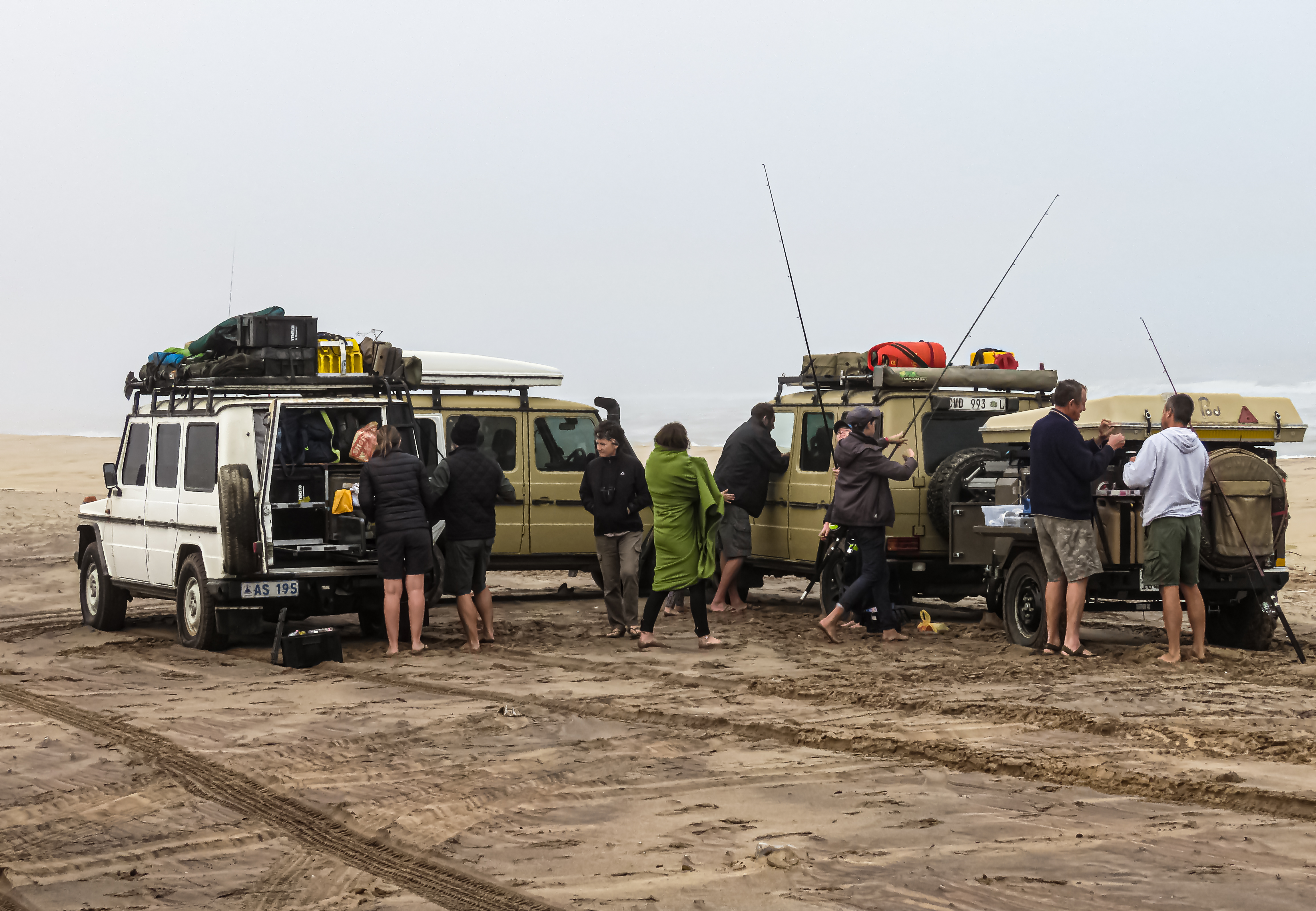
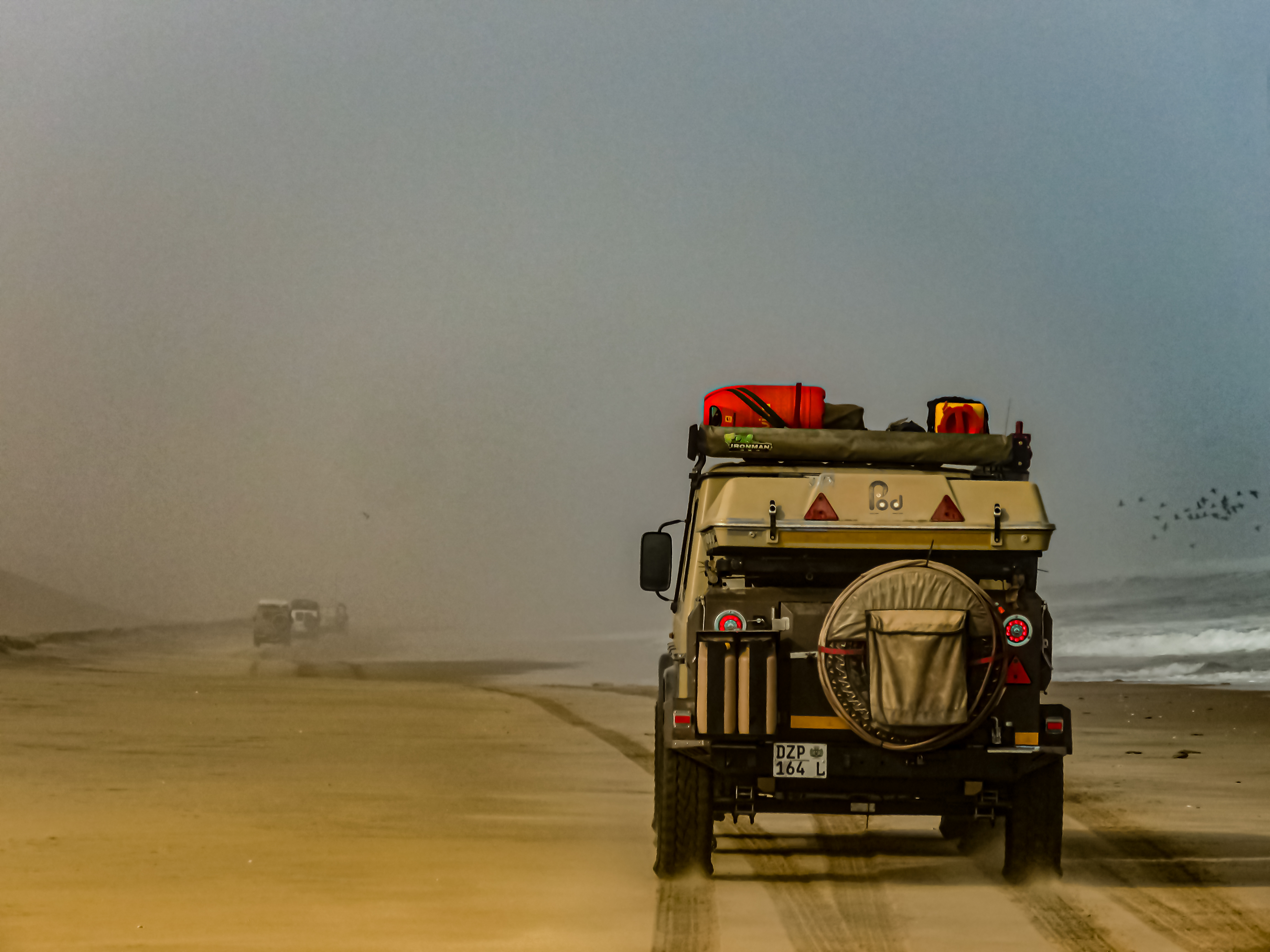
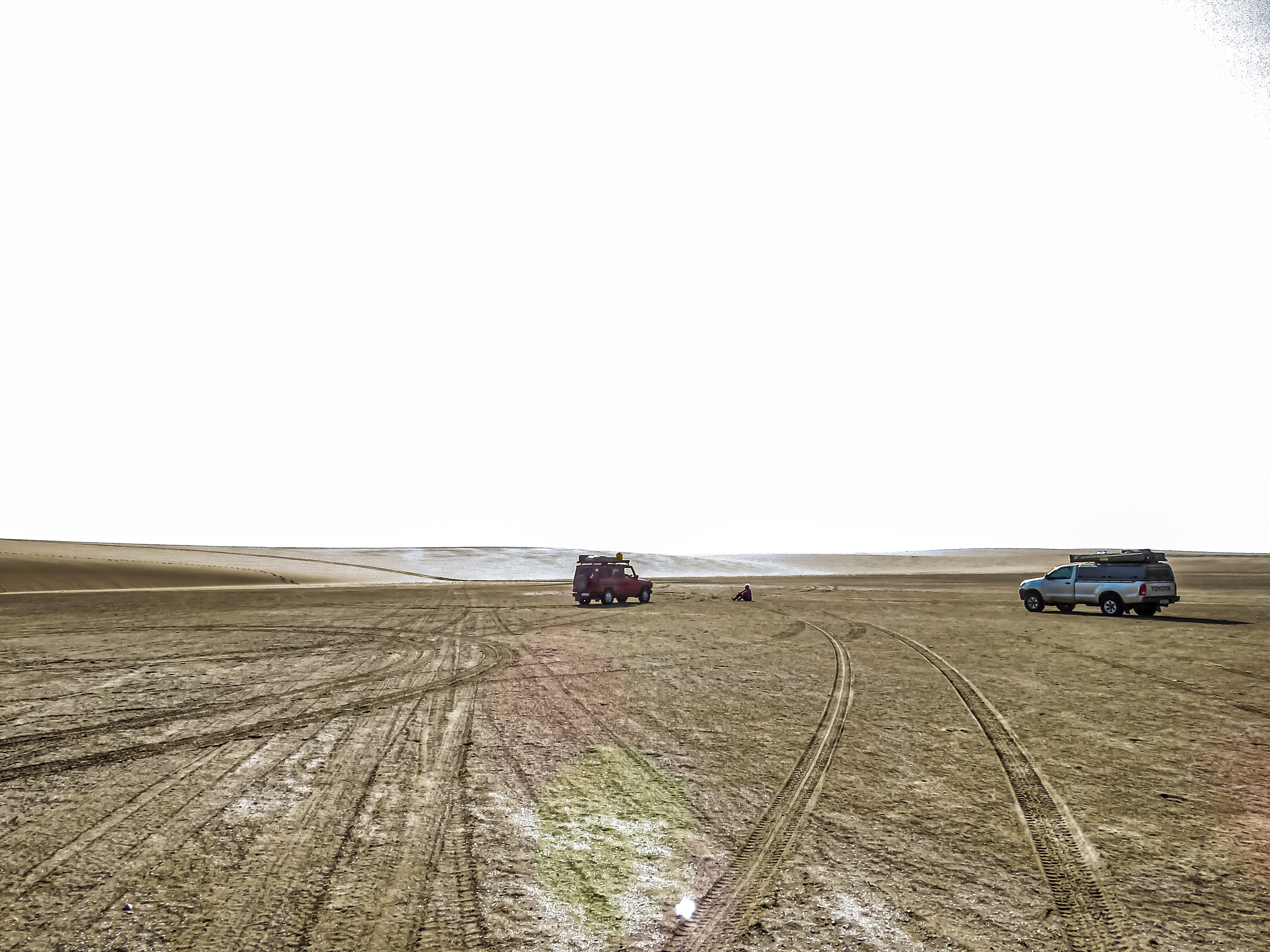
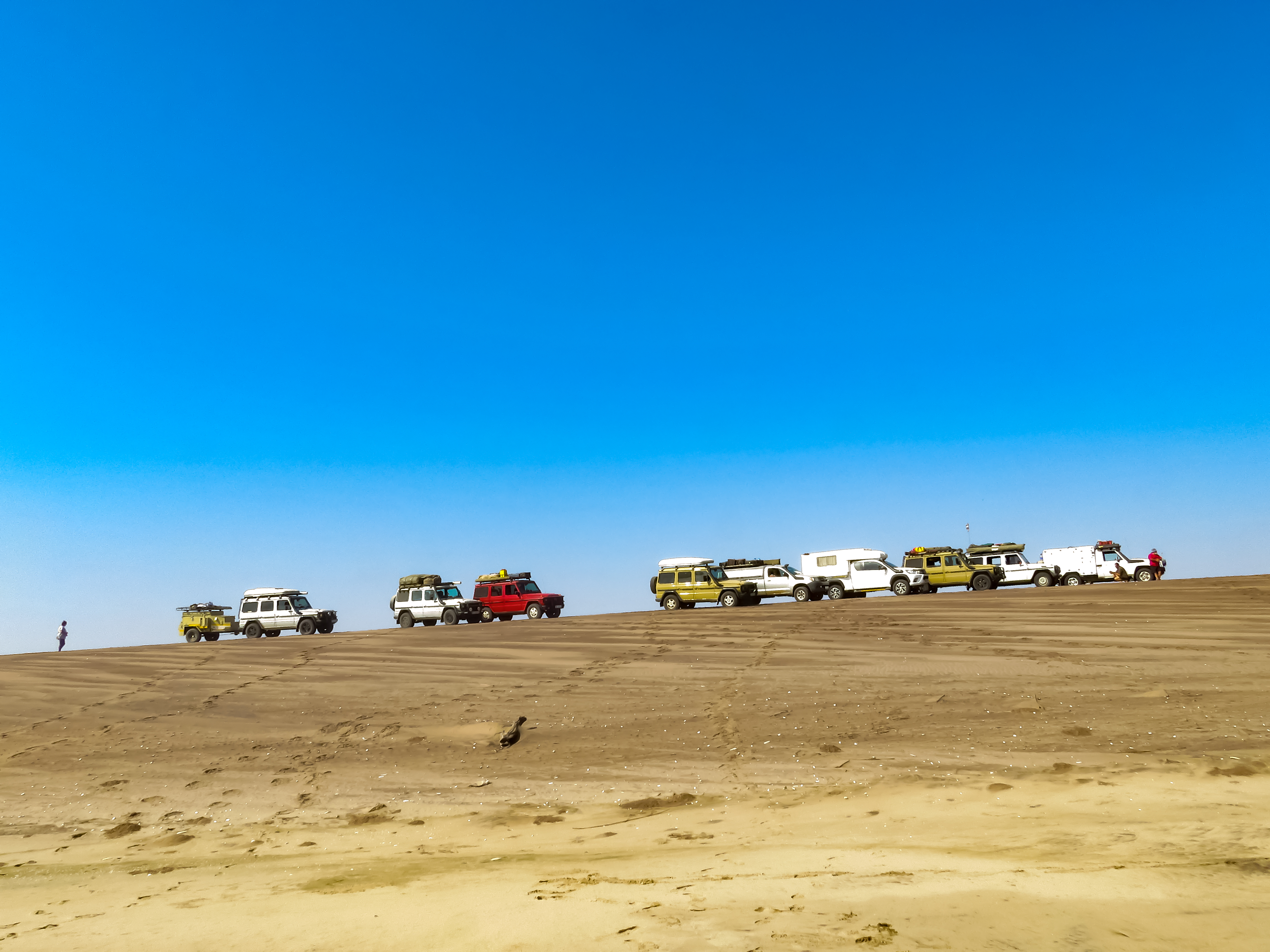
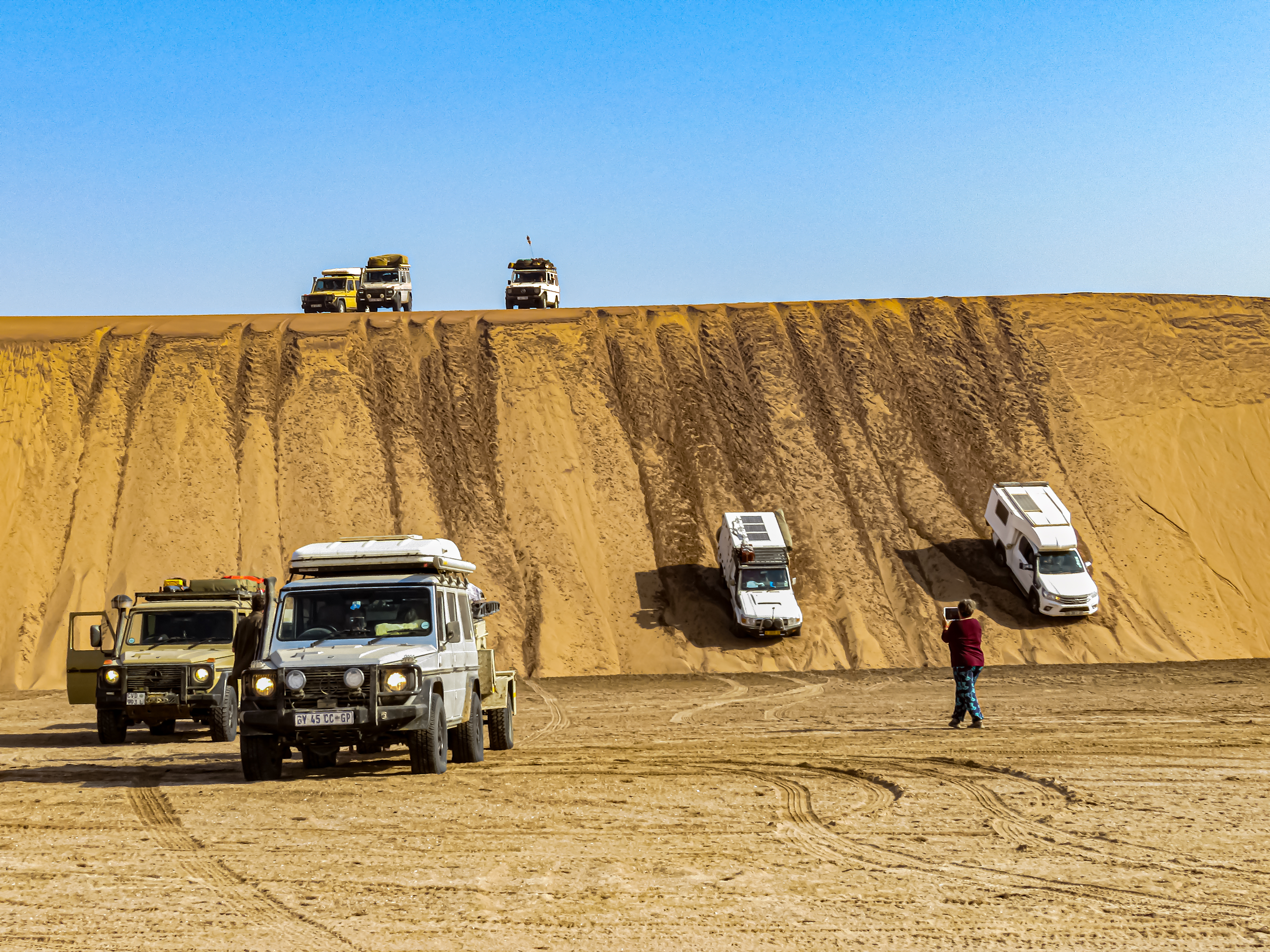